# 石星鯰
石星鯰（学名：Lithogenes wahari）為輻鰭魚綱鯰形目甲鯰科的其中一種，為熱帶淡水魚，分布於南美洲委內瑞拉淡水流域，體長可達7.8公分，棲息在底層水域，生活習性不明。